# Доспат (община)
Доспат (болг. Община Доспат) — община в Болгарии. Входит в состав Смолянской области. Население составляет 10 536 человек (на 21.07.05 г.).
Административный центр — город Доспат.
Кмет (мэр) общины Доспат — Антим Даринов Пыржанов Движение за права и свободы (ДПС)) по результатам выборов 2007 года в правление общины.

## Состав общины
В состав общины входят следующие населённые пункты:
1. село Барутин
2. село Брыштен
3. город Доспат
4. село Змеица
5. село Кысак
6. село Любча
7. село Црынча
8. село Чавдар